# Alexander (månekrater)
Alexander er en nedslagskrater-lignende formation på Månen, som ligger på den nordlige halvkugle på Månens forside i den forrevne overflade nord for Mare Serenitatis. og er opkaldt efter kong Alexander den Store af Makedonien (356 f.Kr. – 323 f.Kr.).
Navnet blev officielt tildelt af den Internationale Astronomiske Union (IAU) i 1935. 

## Omgivelser
Krateret ligger syd-sydvest for det fremtrædende Eudoxuskrater og øst-nordøst for Calippuskrateret. 

## Karakteristika
Alexander-formationen er blevet så stærkt nedslidt og forvrænget i tidens løb, at det nu mest ligner et lavlandsområde, omgivet af forrevne kanter. Disse ligger langs de nordvestlige, vestlige og sydlige dele af krateret, mens den østlige side er åben mod den omgivende overflade. De tilbageværende vægge er næsten rektangulære med de mest iøjnefaldende højder mod nordvest.
Kraterbunden er mere jævn og har mørkere albedo i den vestlige halvdel og bliver gradvis lysere og mere ramt af nedslag mod øst. Der er ingen betydende kratere inden for formationens omkreds, skønt der er mange smånedslag i den ujævne, østlige del.

## Satellitkratere
De kratere, som kaldes satellitter, er små kratere beliggende i eller nær hovedkrateret. Deres dannelse er sædvanligvis sket uafhængigt af dette, men de får samme navn som hovedkrateret med tilføjelse af et stort bogstav. På kort over Månen er det en konvention at identificere dem ved at placere dette bogstav på den side af satellitkraterets midte, som ligger nærmest hovedkrateret. Alexanderkrateret har følgende satellitkratere:
| Alexander | Bredde  | Længde  | Diameter |
| --------- | ------- | ------- | -------- |
| A         | 40,7° N | 14,9° Ø | 4 km     |
| B         | 40,3° N | 15,2° Ø | 4 km     |
| C         | 38,5° N | 14,9° Ø | 5 km     |
| K         | 40,5° N | 19,3° Ø | 4 km     |

## Måneatlas
- Billeder af Alexanderkrateret i LPI-måneatlasset